# José Álvaro Morais
José Álvaro Morais (Coimbra, 2 de Setembro de 1943 — Lisboa, 30 de Janeiro de 2004) foi um cineasta português que, desde a sua primeira obra, se manteve fiel ao retrato: um retrato de gente presa na paisagem. Retrato de «um país que agarra as pessoas com tanta força ao mesmo tempo que lhes dá vontade de fugir». No momento em que começava a adquirir visibilidade internacional, uma morte precoce interrompe-lhe a carreira.

## Biografia

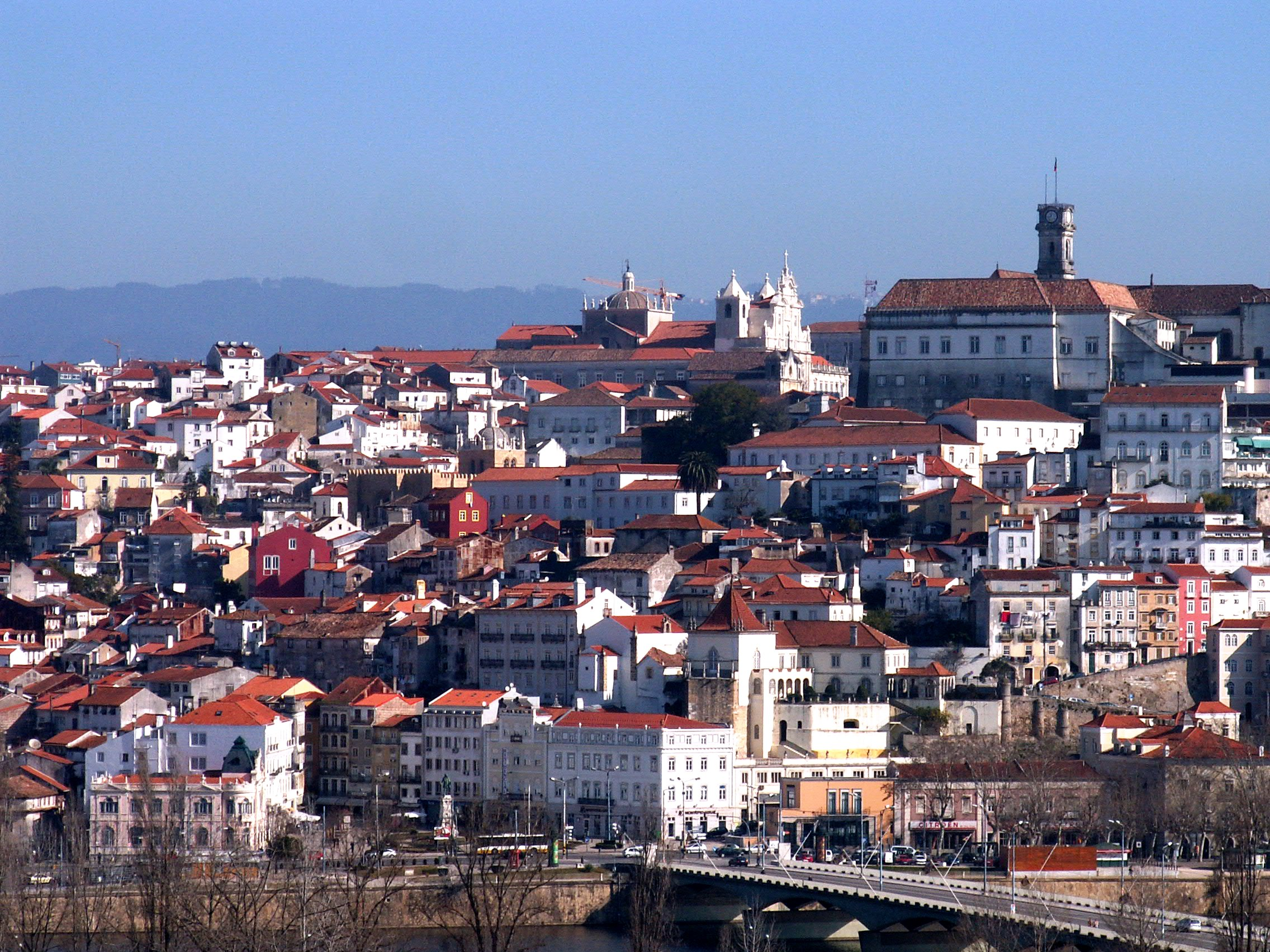
Cidade de Coimbra.

### Nascimento e educação
José Alvaro de Morais nasceu em 2 de Setembro de 1943, na cidade de Coimbra. Mudou-se depois para a Covilhã, onde estudou no liceu. Esteve depois na Faculdade de Medicina da Universidade de Lisboa, embora não tenha concluído os estudos porque fugiu para a Bélgica em 1969, para não ser recrutado para a Guerra Colonial. Em Bruxelas foi-lhe atribuído o estatuto de refugiado político, e frequentou o Institut national supérieur des arts du spectacle et des techniques de diffusion, onde se licenciou como realizador, montador e argumentista. Naquele estabelecimento, foi aluno de André Delvaux, Ghislain Cloquet e Mochel Fano.[carece de fontes?]

### Carreira artística
Iniciou a sua carreira com a produção de duas curtas-metragens, Belgica - The Upper Room e El dia que me Quieras, que se estrearam em Bruxelas em 1972.
Voltou a Portugal em 1974, após a Revolução de 25 de Abril desse ano, e apresentou o filme Cantigamente n.º 3 na televisão em 1975. Realizou os documentários Domus Bragança e La Femme Chamada Bicho (1976), este último sobre o casal de pintores Arpad Szenes e Maria Helena Vieira da Silva.
Em 1987, realizou a longa metragem O Bobo, inspirado na adaptação teatral de uma obra de Alexandre Herculano, e protagonizado por Paula Guedes e Luís Miguel Cintra. O filme foi apresentado no Festival de Cinema de Locarno, na Suíça, onde foi premiado com um Leopardo de Ouro, embora só tenha sido lançado de forma comercial em Portugal em 1991.
Durante alguns anos, trabalhou na zona Sul de Portugal, especialmente na Margem Sul do Tejo, tendo sido responsável pelos filmes Margem Sul para a Rádio Televisão Portuguesa, e Zéfiro. Este último foi apresentado no Festival de Cinema de Locarno em 1994.[carece de fontes?] Em 2000, o seu filme Peixe Lua, com Beatriz Batarda, foi escolhido para o Festival de Cinema de Montreal, no Canadá. A sua obra Quaresma foi escolhida para o Festival de Cannes em 2003.
José Álvaro de Morais não foi capaz de realizar alguns dos seus filmes planeados, como A Corte do Norte e o Teatro da Cornucópia - a Louca Jornada, este último devido a problemas financeiros.

### Morte
José Álvaro de Morais morreu de forma repentina na cidade de Lisboa, em 30 de Janeiro de 2004.

## Homenagens
Ainda em vida, o recém refundado Cineclube de Coimbra, por Emanuel Agarez e Vanda Vaz, dedicou-lhe a primeira retrospetiva da sua obra completa conhecida até então e por revelar ainda, em 1995, intitulada Acção José Álvaro de Morais, organizada nos Cinemas Avenida da mesma cidade, propriedade do produtor Paulo Branco à época a quem foi proposta a homenagem, na Faculdade de Letras da Universidade de Coimbra e na RTP com a estreia mundial de Margem Sul, produzida por Joaquim Pinto, especialmente programada a propósito da retrospetiva em Coimbra e exibida naquela ocasião no 2º canal da emissora, com ampla repercussão a nível nacional mormente pela comunicação social e no meio cinematográfico nacional. Contou com a presença, em Coimbra, do homenageado que, a convite da direção do Cineclube, apresentou presencialmente as sessões com lotação esgotada. António Loja Neves, no semanário Expresso, conferiu especial destaque à iniciativa dado o caráter inédito da mesma no panorama de então na promoção do cinema português.
Foi homenageado no âmbito do programa cultural Faro - Capital da Cultura 2004, e em Agosto de 2005 foram expostas algumas das suas principais obras no Teatro Municipal de Faro e nos cinemas do Fórum Algarve.
Em 2005, o Festival de Cinema Luso-Brasileiro de Santa Maria da Feira editou a obra Reinos Desencantados - A Obra de José Álvaro de Morais, da autoria de Serge Abramovici.
Em 2016, o cineasta José Nascimento prestou uma homenagem a José Álvaro Morais, com o filme Silêncios do Olhar.

## Filmografia
Longas-metragens
- Cantigamente Nº3 (1975 - TV)
- Ma Femme Chamada Bicho (1976)
- O Bobo (1987)
- Peixe Lua (2000)
- Quaresma (2003)

Curtas-metragens
- The Upper Room (1972)
- El Dia (1972)

Médias-metragens
- Domus de Bragança (1975)
- Zéfiro (1993)
- Margem Sul (1994)

## Colaboradores recorrentes
| Colaboradores frequentes (3 ou mais filmes) | Colaboradores frequentes (3 ou mais filmes) | Colaboradores frequentes (3 ou mais filmes) | Colaboradores frequentes (3 ou mais filmes) | Colaboradores frequentes (3 ou mais filmes) | Colaboradores frequentes (3 ou mais filmes) | Colaboradores frequentes (3 ou mais filmes) | Colaboradores frequentes (3 ou mais filmes) |
| Colaborador                                 | Domus de Bragança (1975)                    | Cantigamente n.º 3 (1976)                   | O Bobo (1987)                               | Zéfiro (1993)                               | Peixe-Lua (2000)                            | Quaresma (2003)                             | Total                                       |
| ------------------------------------------- | ------------------------------------------- | ------------------------------------------- | ------------------------------------------- | ------------------------------------------- | ------------------------------------------- | ------------------------------------------- | ------------------------------------------- |
| Acácio de Almeida (Cinematógrafo)           | Yes                                         |                                             | Yes                                         |                                             |                                             | Yes                                         | 3                                           |
| Luís Miguel Cintra (Ator)                   |                                             |                                             | Yes                                         | Yes                                         | Yes                                         |                                             | 3                                           |
| Paula Guedes (Atriz)                        |                                             |                                             | Yes                                         | Yes                                         | Yes                                         | Yes                                         | 4                                           |
| Fernando Heitor (Ator)                      |                                             | Yes                                         | Yes                                         | Yes                                         | Yes                                         | Yes                                         | 5                                           |
| Pedro Melo (Mistura de som)                 |                                             |                                             | Yes                                         | Yes                                         | Yes                                         |                                             | 3                                           |
| Marcello Urgeghe (Ator)                     |                                             |                                             | Yes                                         | Yes                                         | Yes                                         |                                             | 3                                           |